# Matriz de Camaragibe (ort)
Matriz de Camaragibe är en ort i Brasilien.   Den ligger i kommunen Matriz de Camaragibe och delstaten Alagoas, i den östra delen av landet, 1 500 km nordost om huvudstaden Brasília. Matriz de Camaragibe ligger 10 meter över havet och antalet invånare är 18 705.
Terrängen runt Matriz de Camaragibe är huvudsakligen platt, men åt nordväst är den kuperad. Matriz de Camaragibe ligger nere i en dal. Närmaste större samhälle är São Luís do Quitunde, 18,7 km söder om Matriz de Camaragibe.
Omgivningarna runt Matriz de Camaragibe är en mosaik av jordbruksmark och naturlig växtlighet. Runt Matriz de Camaragibe är det ganska tätbefolkat, med 70 invånare per kvadratkilometer.